# Europa (księżyc)
Europa (znany także jako Jowisz II) – najmniejszy z czterech księżyców galileuszowych krążących wokół Jowisza. Jest również szóstym co do wielkości księżycem w Układzie Słonecznym. Europa została odkryta przez Simona Mariusa i Galileusza i została nazwana przez Simona Mariusa na cześć Europy, matki króla Minosa i kochanki Zeusa.  
Europa jest nieco mniejsza od ziemskiego Księżyca oraz posiada wodno-lodową skorupę i jest zbudowana ze krzemianów oraz prawdopodobnie posiada żelazno-niklowe jądro. Ma bardzo cienką atmosferę, składającą się głównie z tlenu, a jej powierzchnia jest poprzecinana jasnobrązowymi pęknięciami z bardzo niewielką liczbą kraterów uderzeniowych. Oprócz ziemskich obserwacji teleskopowych, Europa została zbadana przez kilka przelatujących sond kosmicznych, poczynając od Voyagera 1. We wrześniu 2022 roku sonda kosmiczna Juno przeleciała w odległości około 320 kilometrów od powierzchni Europy.  
Europa ma najgładszą powierzchnię spośród wszystkich znanych stałych obiektów w Układzie Słonecznym. Pozorna gładkość powierzchni wynika z oceanu wodnego znajdującego się pod powierzchnią, który może być siedliskiem życia pozaziemskiego, choć najprawdopodobniej będą to organizmy jednokomórkowe i stworzenia podobne do bakterii. Dominująca koncepcja sugeruje, że ciepło powstające w wyniku ogrzewania pływowego powoduje, że ocean pozostaje płynny i napędza ruch lodu podobny do tektoniki płyt. Sól morska z podpowierzchniowego oceanu może pokrywać niektóre cechy geologiczne Europy, co sugeruje, że ocean wchodzi w interakcje z dnem oceanicznym. Może to być ważne dla określenia, czy Europa może nadawać się do zamieszkania. Ponadto Kosmiczny Teleskop Hubble'a wykrył parę wodną podobną do tej obserwowanej na Enceladusie, które uważa się za spowodowane przez wybuchające kriogejzery. W maju 2018 roku astronomowie dostarczyli dowodów na aktywność smug wodnych na Europie, w oparciu o zaktualizowaną analizę danych uzyskanych z sondy kosmicznej Galileo, która krążyła wokół Jowisza w latach 1995-2003. Taka aktywność smug wodnych mogłaby pomóc naukowcom w poszukiwaniu życia w podpowierzchniowym oceanie Europy bez konieczności lądowania na jej powierzchni. W marcu 2024 roku astronomowie poinformowali, że powierzchnia Europy może zawierać znacznie mniej tlenu niż wcześniej zakładano.  
Misja sondy Galileo, która rozpoczęła się w 1989 roku dostarczyła większość aktualnych danych na temat Europy. Żaden statek kosmiczny nie wylądował jeszcze na powierzchni Europy. Sonda Jupiter Icy Moon Explorer należąca do Europejskiej Agencji Kosmicznej to misja, której celem jest księżyc Ganimedes. Sonda została wystrzelona 14 kwietnia 2023 roku i misja ta obejmie dwa przeloty nad powierzchnią Europy. Należąca do NASA sonda Europa Clipper została wystrzelona w październiku 2024 roku.

## Odkrycie i nazwa

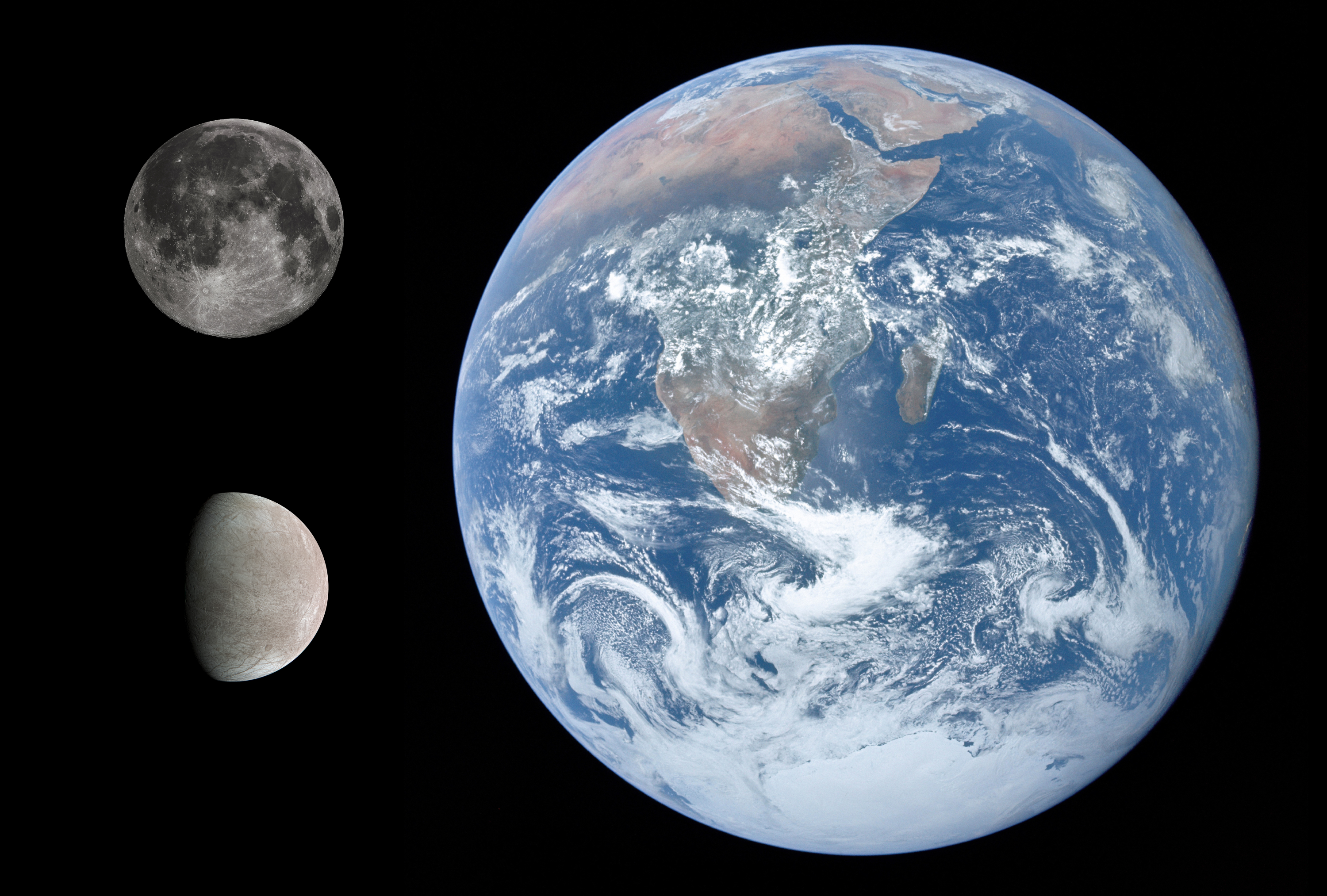
Europa, Ziemia i Księżyc w tej samej skali

Odkrycie Europy przypisywane jest zwyczajowo Galileuszowi, który, skierowawszy na Jowisza skonstruowaną przez siebie lunetę, dostrzegł w pobliżu cztery stale zmieniające położenie „gwiazdy”. Były to największe księżyce Jowisza, później ochrzczone „galileuszowymi”.
W 1614 roku w swym dziele Mundus Jovialis niemiecki astronom Simon Marius przypisał sobie pierwszeństwo odkrycia, twierdząc, że dostrzegł te cztery obiekty na kilka dni przed Galileuszem. Galileusz określał to dzieło jako plagiat. Zaproponowana przez Mariusa nazwa księżyca przyjęła się dopiero w XX wieku. Pochodzi od Europy, kochanki boga Zeusa z mitologii greckiej.

## Powierzchnia

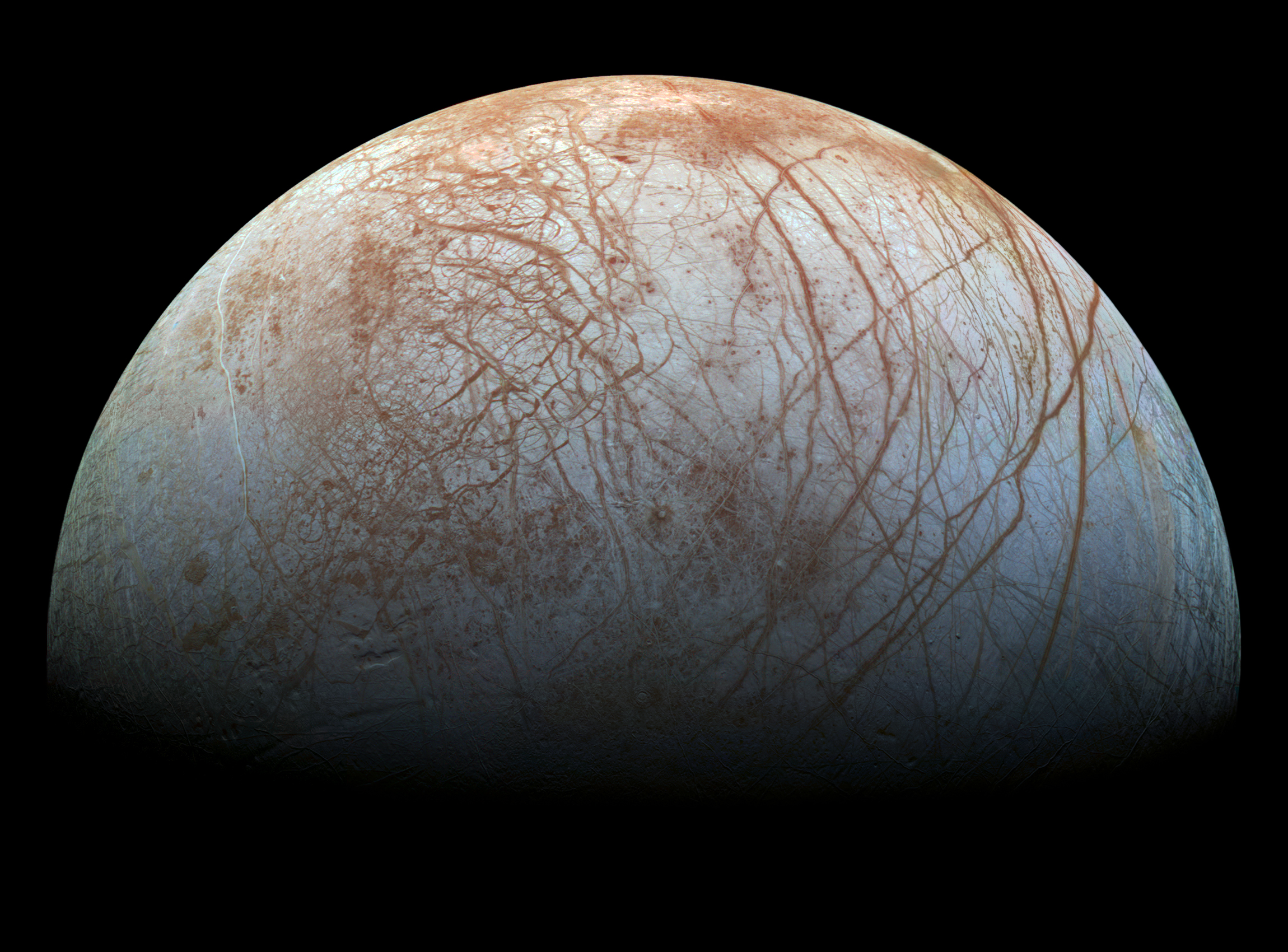
Powierzchnia Europy w naturalnych barwach

Powierzchnię Europy charakteryzują bardzo małe różnice wysokości terenu, mimo że jest zróżnicowana i nierówna, z licznymi szczelinami i chaotycznie ukształtowanymi obszarami. Stwierdzono niewiele wzniesień wyższych niż kilkaset metrów. Występuje tam również niewiele kraterów uderzeniowych, mają one także inny wygląd niż na pozostałych lodowych księżycach w Układzie Słonecznym. Nie posiadają wałów i wzniesień centralnych, a wokół nich zauważono koncentryczne szczeliny i krawędzie, które mogły powstać w wyniku wypełnienia kraterów przez cieplejszy materiał spod powierzchni. Na powierzchni znajdują się także wyjątkowe dla tego księżyca lineamenty (łac. linea), ciemne, czerwonawe rysy związane ze spękaniem lodowej skorupy. Cechy te świadczą, że powierzchnia księżyca jest geologicznie bardzo młoda – ma szacunkowo ok. 30 mln lat.
Widoczny w pęknięciach ciemniejszy materiał to najprawdopodobniej sole i uwodniony kwas siarkowy. Zdjęcia przesłane przez sondę Galileo wskazują także, że powierzchnia podlega dynamicznym zmianom. Przypuszcza się, że czerwonawe obszary są zabarwione przez materiał wyniesiony z wnętrza księżyca przez cieplejszy lód, unoszący się ku powierzchni, natomiast obszary zimniejsze toną, powracając w głąb skorupy. Jest to szansa na zbadanie materii z wnętrza Europy.

## Budowa wewnętrzna

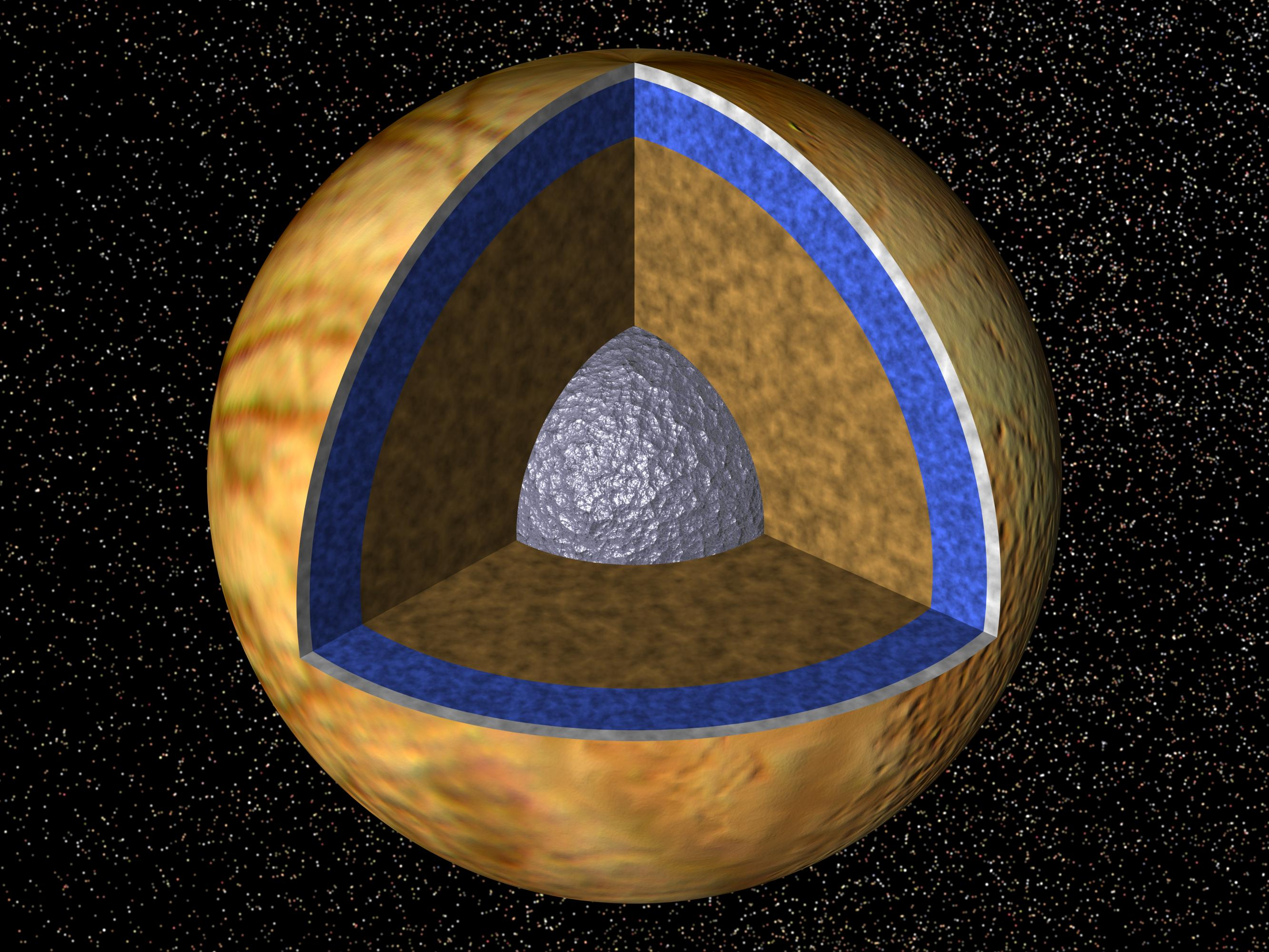
Budowa wewnętrzna Europy

Europa ma wyraźnie zróżnicowaną strukturę wewnętrzną. W jej wnętrzu znajduje się żelazne jądro, otoczone przez płaszcz zbudowany z krzemianów, podczas gdy zewnętrzne warstwy są zbudowane z wody – w postaci lodowej skorupy i podpowierzchniowego oceanu.

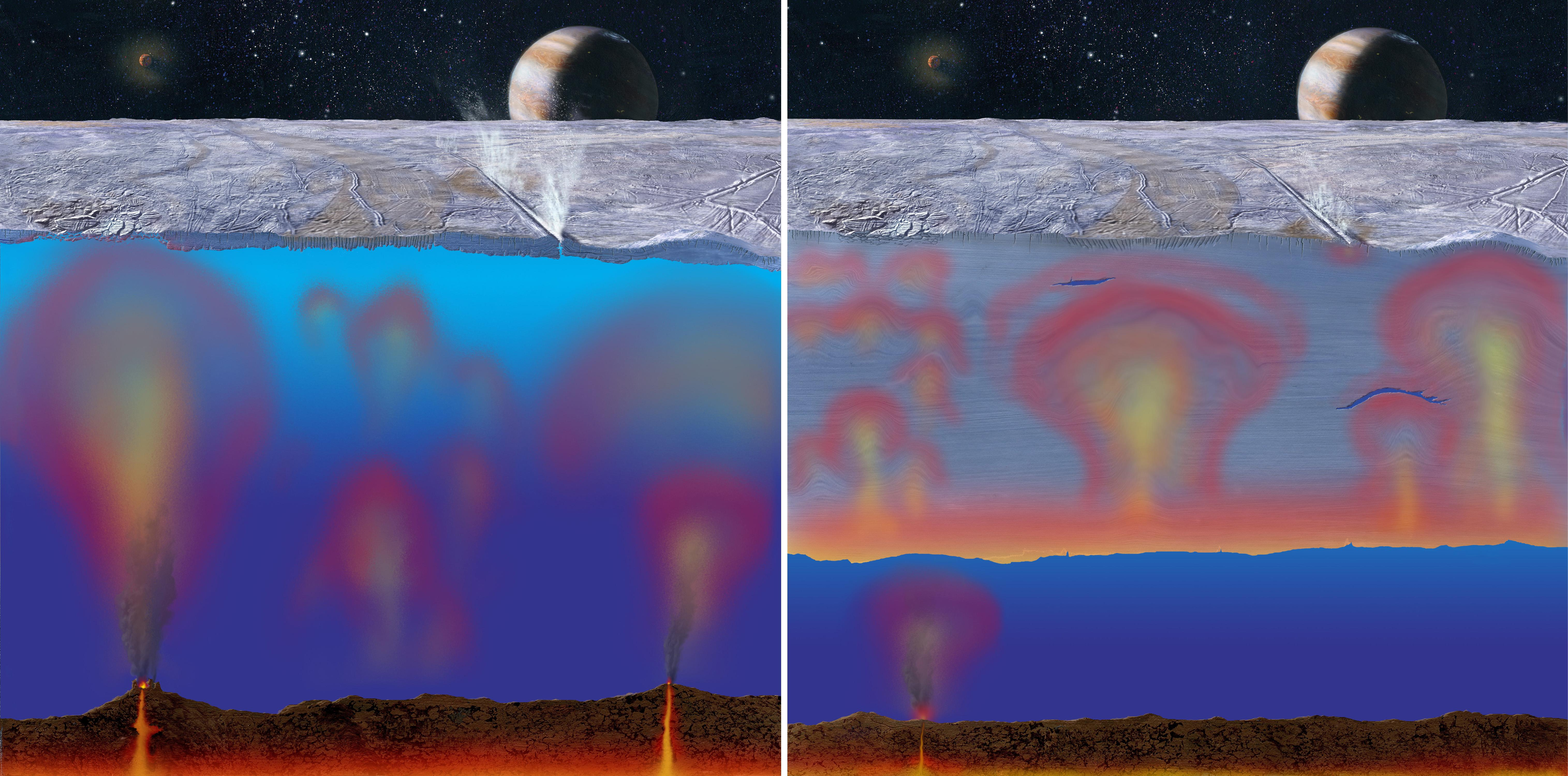
Warianty transportu ciepła zależnie od grubości skorupy

### Ocean
Dane przesłane przez sondę Galileo wskazują prawie jednoznacznie, że pod lodową skorupą znajduje się ocean słonej wody, być może głęboki nawet na 90 km. Inny, mniej popularny model sugeruje istnienie warstwy „ciepłego”, plastycznego lodu.
Istnienie oceanu jest możliwe dzięki potężnym siłom pływowym Jowisza, które deformują satelitę i wskutek dyssypacji ogrzewają jego wnętrze. Ciepło pochodzące z rozpadu izotopów promieniotwórczych nie wystarczyłoby do utrzymania takiej warstwy wody w stanie płynnym. Jednak może ono wystarczać do istnienia na dnie oceanu kominów hydrotermalnych. Jedna z hipotez dotyczących powstania życia na Ziemi sugeruje, że pierwsze istoty żywe pojawiły się nie w zbiornikach powierzchniowych, ale w takim właśnie środowisku. To sprawia, że Europa jest jednym z najbardziej obiecujących miejsc do poszukiwania życia poza Ziemią.
Nie ma pewności, jak głęboko pod lodem może się znajdować ów ocean. Początkowo przypuszczano, że może być od 5 do 10 km pod powierzchnią. Jednak wygląd kraterów uderzeniowych na Europie sugeruje raczej, że jest położony na głębokości minimum 19 km.
Te hipotezy mogą zostać zweryfikowane na podstawie obserwacji sondy kosmicznej, która krążyłaby wokół Europy lub wokół Jowisza, regularnie przelatując w pobliżu Europy. Takie badania miała prowadzić projektowana przez NASA sonda JIMO, jednak jej misja została anulowana w 2005 roku z przyczyn budżetowych. W kwietniu 2023 roku Europejska Agencja Kosmiczna wysłała do układu Jowisza sondę JUICE, która ma przeprowadzić podobne badania. Przewidywany czas dotarcia sondy do obszaru misji to lipiec 2031. W trakcie misji planowane są dwa przeloty w pobliżu Europy i wejście na orbitę Ganimedesa. Czas przeznaczony na badania Europy jest krótki ze względu na zagrożenie dla aparatury ze strony pasów radiacyjnych Jowisza. Dokładniejsze badania Europy ma przeprowadzić przygotowywana amerykańska misja Europa Clipper, która również nie wejdzie na orbitę wokół Europy i będzie prowadzić obserwacje podczas przelotów.

## Atmosfera
Obserwacje wykonane teleskopem Hubble’a pozwoliły ustalić, że Europa ma niezwykle rzadką atmosferę (egzosferę), której ciśnienie wynosi zaledwie 1 mikropaskal. Promieniowanie słoneczne i naładowane cząstki z magnetosfery Jowisza rozbijają cząsteczki wody z lodowej powierzchni księżyca na wodór i tlen. Lżejszy wodór ulatuje w przestrzeń międzyplanetarną, podczas gdy tlen zostaje na pewien czas zatrzymany przez siłę grawitacji Europy.

## Gejzery
Obserwacje teleskopu Hubble’a z 2013 roku przyniosły dowody na współczesną aktywność geologiczną na Europie. Gdy Europa znajdowała się w pobliżu apocentrum orbity, w okolicy jej południowego bieguna został zaobserwowany obłok pary wodnej, który nie był widziany, gdy księżyc zbliżał się do planety. Prawdopodobnym wyjaśnieniem jest aktywność gejzerów, wyrzucających parę ponad powierzchnię księżyca. Energia do tego procesu jest dostarczana przez siły pływowe, natomiast zależność od położenia na orbicie można tłumaczyć zaciskaniem się szczelin wyrzucających materię, gdy Europa zbliża się do Jowisza. Zjawisko takie – periodycznie zmienna aktywność gejzerów – było już obserwowane na Enceladusie, lodowym księżycu Saturna. Ponieważ Enceladus jest znacznie mniejszy od Europy, wyrzucana przez jego gejzery materia opuszcza go i tworzy Pierścień E wokół planety. Materia zaobserwowana w pobliżu południowego bieguna Europy oddaliła się od powierzchni na 200 km, po czym opadła. Obserwacje wykonane w 2014 roku w ultrafiolecie przyniosły dalsze dowody istnienia gejzerów na Europie. Astronomowie zamierzali zbadać egzosferę księżyca, tymczasem w trzech na dziesięć prób obserwacji udało im się uzyskać obrazy przedstawiające kolumny erupcyjne gejzerów, pojawiające się nad tym samym fragmentem powierzchni księżyca.
W 2018 roku opublikowano ponowne analizy danych z przelotów sondy Galileo w pobliżu Europy. Podczas największego zbliżenia do księżyca w 1997 roku (poniżej 400 km od powierzchni) magnetometr sondy zarejestrował spadek indukcji pola magnetycznego i zmianę jego kierunku, a spektrometr fal plazmowych stwierdził krótkie, lecz znaczne zwiększenie gęstości plazmy. Położenie tej anomalii, jej rozmiar i wielkość okazały się być zbieżne z lokalizacją pióropuszy pary wodnej zarejestrowanych przez teleskop Hubble’a, co wskazuje, że sonda przeszła przez taki obłok.
Przyszłe obserwacje z użyciem Teleskopu Jamesa Webba powinny bardziej szczegółowo udokomentować aktywność. Przygotowywana misja Europa Clipper będzie mogła zbadać skład materii wyrzucanej przez kriowulkanizm, przelatując ponad gejzerami, jak to uczyniła sonda Cassini, badając gejzery Enceladusa. Także europejska sonda JUICE ma w trakcie misji dwukrotnie zbliżyć się do Europy na odległość do 400 km, co pozwoli na przeprowadzenie pomiarów.